# خوان كابديفيلا
خوان كابديفيلا مينديز (يُنطق بالكتالونية: [ʒuˈaŋ ˌkapdəˈβilə] ؛ من مواليد 3 فبراير 1978) هو لاعب كرة قدم إسباني محترف سابق لعب في مركز الظهير الأيسر.
على مدار 15 موسمًا في الدوري الإسباني، شارك في 410 مباراة وسجل 36 هدفًا، معظمها لصالح ديبورتيفو وفياريال. خلال مسيرته الكروية التي استمرت 21 عامًا، لعب أيضًا في البرتغال والهند وبلجيكا وأندورا.
شارك خوان في 60 مباراة دولية مع منتخب إسبانيا، وكان ضمن تشكيلة الفريق الذي فاز ببطولة أوروبا 2008 وكأس العالم 2010.

## المسيرة الكروية

### السنوات المبكرة والديبورتيفو
وُلِد في تاريجا، ليدا، كاتالونيا، وهو نتاج نظام الشباب في نادي إسبانيول، بدأ خوان لعب كرة القدم كمهاجم، وشارك لأول مرة مع الفريق الأول خلال موسم 1998-1999 في مباراة تعادل 2-2 في الدوري الإسباني أمام أتليتيك بلباو. وانضم إلى أتلتيكو مدريد في العام التالي.
بعد كولتشونيروس، وقع خوان مع ديبورتيفو لا كورونيا في صيف عام 2000، وكان لاعبًا أساسيًا في الفريق كظهير أيسر، حيث تنافس في البداية مع إنريكي روميرو ثم أصبح الاختيار الأول بلا منازع. في 16 سبتمبر 2006، سجل هدفين حيث تغلب فريق جاليسيا على فياريال 2-0 في ملعب ريازور.

### فياريال

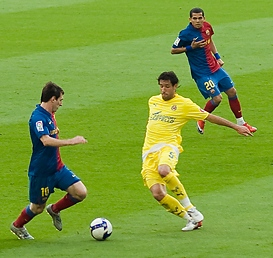
خوان (يمين) يحاول التصدي ليونيل ميسي

في موسم 2007-2008، انتقل خوان إلى فياريال بعقد مدته ثلاث سنوات، ولعب في جميع مباريات الدوري باستثناء مباراتين لفريق احتل المركز الثاني، محققًا التأهل المباشر لدوري أبطال أوروبا. لقد حقق أرقامًا مماثلة في عامه الثاني، محسنًا إجمالي أهدافه في هذه العملية (خمسة).
في موسم 2009–10، مع عدم وجود منافسة حقيقية على مركزه، واصل خوان الظهور بشكل بارز، ولم يفوت سوى مباراة واحدة في الدوري - أضاف المدافع خمسة أهداف أخرى، لكن فريقه لم يتمكن من التأهل إلى الدوري الأوروبي هذه المرة بعد احتلاله المركز السابع. في 6 ديسمبر 2009، سجل هدفين في فوز 3-2 على أرضه ضد خيتافي، وهو نفس الفريق الذي منع فالنسيا من الوصول إلى هذا الإنجاز، على الرغم من عودتهم لاحقًا على حساب مايوركا.
واجه خوان منافسة شديدة من خوسيه كاتالا في منتصف موسم 2010-2011، حتى أنه اضطر إلى الجلوس على مقاعد البدلاء في بعض الأحيان. أنهى الموسم بأكثر من 40 مباراة رسمية، بما في ذلك تسعة في نصف نهائي الدوري الأوروبي مع فياريال، حيث سجل في فوز فياريال 3-2 على أرضه ضد الفائز في النهاية بورتو (خسارة 7-4 في مجموع المباراتين).

### بنفيكا
في 21 يوليو 2011، وفي سن 33 عامًا، انتقل خوان إلى الخارج لأول مرة، وانضم إلى نادي بنفيكا البرتغالي بعقد لمدة عامين. في 20 أغسطس، ظهر لأول مرة رسميًا في مباراة هزيمة 3-1 في الدوري البرتغالي الممتاز أمام فييرينسي في ملعب دا لوز، لكنه لم يكن ضمن تشكيلة الفريق في مراحل المجموعات من دوري أبطال أوروبا، مما أثار شائعات بأنه سيسعى إلى المغادرة في فترة الانتقالات في يناير. وأكد المدير الفني خورخي جيسوس أن اللاعب البرازيلي إيمرسون الذي تم التعاقد معه مؤخرًا سيبدأ في مركز الظهير الأيسر وأن الإسباني سيجد صعوبة في الانضمام إلى تشكيلات المباريات.
ومع ذلك، خلال المراحل الأخيرة من الموسم، أعطى جيسوس خوان فرصة طويلة كلاعب أساسي، وشارك لأول مرة في دوري أبطال أوروبا مع نادي لشبونة في 4 أبريل 2012، حيث لعب مباراة الإياب من ربع النهائي ضد تشيلسي، والتي خسرها الفريق بنتيجة 2-1 في ستامفورد بريدج (3-1 في مجموع المباراتين). وكان أيضًا الخيار الأول المعتاد خلال بطولة كأس الدوري المحلية، والتي فاز بها بنفيكا للمرة الرابعة على التوالي، وأنهى الموسم بـ12 مباراة تنافسية.

### مسيرته المهنية اللاحقة
في 27 يوليو 2012، وافق خوان على العودة إلى ناديه الاحترافي الأول إسبانيول. تم إطلاق سراحه إلى جانب سيماو سابروسا في 22 مايو 2014، بعد عشر مباريات فقط في موسمه الثاني. في 16 يوليو 2014، وقع خوان مع نادي نورث إيست يونايتد، باعتباره اللاعب الأبرز قبل انطلاق موسم الدوري الهندي الممتاز. وقال: "الهند بلد ضخم ويجب أن يكون شرفًا لي أن أكون جزءًا صغيرًا من الترويج لهذه اللعبة العالمية هنا والعمل مع لاعبي كرة القدم الشباب الموهوبين في شمال شرق الهند". بدأ في أول مباراة للفريق، والتي فاز فيها الفريق 1-0 على كيرالا بلاسترز في ملعب إنديرا غاندي الرياضي، حيث تم نشره من قبل المدير ريكي هربرت كمدافع مركزي. في 27 نوفمبر، في فوز 3-0 على أرضه ضد متصدر الدوري تشينايين، طُرد بعد 72 دقيقة لحصوله على البطاقة الصفراء الثانية، حيث احتل فريقه المركز الأخير. انتقل خوان إلى بلد آخر مرة أخرى في 21 يناير 2015، لينضم إلى نادي ليرس في الدوري البلجيكي للمحترفين. في شهر مايو، تعرض لإصابة في الركبة أثناء التدريب، مما أدى إلى غيابه عن الملاعب لمدة ستة أشهر. عاد إلى شبه الجزيرة الأيبيرية في 1 يونيو 2016، ووقع عقدًا مع سانتا كولوما، بطل دوري الدرجة الأولى في أندورا.
في 5 يوليو 2017، أعلن خوان البالغ من العمر 39 عامًا اعتزاله.

## المسيرة الدولية
لعب خوان لصالح إسبانيا في دورة الألعاب الأولمبية الصيفية عام 2000، وفاز بالميدالية الفضية وسجل هدف ركلات الترجيح عندما خسر فريقه النهائي أمام الكاميرون. شارك لأول مرة مع المنتخب الأول في 16 أكتوبر 2002 في مباراة ودية انتهت بالتعادل 0-0 مع باراجواي، وسجل هدفه الأول في تصفيات بطولة أمم أوروبا 2008 ضد السويد في 17 نوفمبر 2007، بفوز المنتخب 3-0. في السابق، كان ضمن تشكيلة المنتخب الوطني النهائية لبطولة يورو 2004 كبديل للمصاب ميشيل سالجادو، لكنه لم يترك مقاعد البدلاء.
في 6 فبراير 2008، سجل خوان هدف الفوز في فوز إسبانيا 1-0 على فرنسا في مباراة ودية في مالقة. وتم استدعاؤه بعد ذلك إلى تشكيلة المنتخب في بطولة يورو 2008، حيث شارك في جميع المباريات باستثناء مباراة واحدة فاز بها المنتخب في النهاية. خلال البطولة، أثبت نفسه كالاختيار الأول، حيث كانت تصديته للكرة في الثواني الأخيرة ضد السويد جزءًا أساسيًا من هدف الفوز الذي أحرزه ديفيد فيا في اللحظات الأخيرة ليجعل النتيجة 2-1؛ إلى جانب الظهير الأيمن سيرجيو راموس والمدافعين المركزيين كارلوس بويول وكارلوس مارشينا، ساعد في الحفاظ على نظافة شباكه خلال جميع المباريات الثلاث في مراحل خروج المغلوب.
خلال المباراة الأولى من كأس القارات 2009 في 14 يونيو 2009، صنع خوان الهدف الثالث لفرناندو توريس من ثلاثيته، كما ساعد في إحراز الهدف الدولي الثاني لسيسك فابريجاس حيث سحقت إسبانيا نيوزيلندا 5-0 - في الواقع، تم إنشاء جميع الأهداف الخمسة من الجناح الأيسر، حيث لعب دورًا حاسمًا في الهجوم الإسباني. وفي المباراة الثانية ضد العراق، بعد ثلاثة أيام، ساعد فيلا في تسجيل هدفه في الدقيقة 55 (الهدف الوحيد في المباراة)، والذي سمح للفريق بالوصول إلى الدور نصف النهائي من المسابقة. وفي النهاية تم اختياره هو وبويول وفيلا وتوريس ضمن فريق البطولة، حيث احتل المنتخب الوطني المركز الثالث. خلال مراحل المجموعات من المسابقة، قدم أكبر عدد من التمريرات الحاسمة (ثلاثة) وحقق ثاني أعلى عدد من الجولات الفردية (عشرة).
في 20 مايو 2010، بعد مشاركته في جميع المباريات خلال مراحل التصفيات، مساهمًا بهدف واحد في هزيمة إسبانيا 4-0 على أرضها أمام أرمينيا، تم اختيار خوان من قبل المدير فيسينتي ديل بوسكي لتشكيلة كأس العالم 2010، حيث لعب جميع المباريات والدقائق للأبطال في النهاية، وكان العضو الوحيد في التشكيلة الأساسية للنهائي الذي لم يكن لاعبًا في ريال مدريد أو برشلونة، مع الأخذ في الاعتبار أن فيلا قد تم توقيعه في الأيام الأخيرة قبل البطولة. وكان من بين أفضل عشرة لاعبين في المسابقة من حيث المسافة المقطوعة، حيث ركض مسافة 71.79 كم.

## أسلوب اللعب
كان خوان ظهيرًا أيسرًا أو ظهيرًا جناحًا ذا عقلية هجومية، وكان معروفًا بسرعته وقدرته على التمرير، مما مكنه من التقدم للأمام، وإجراء جولات متداخلة، وتوفير العرض لفريقه والارتباط بالهجوم. يُعتبر أحد أفضل لاعبي مركز الظهير الأيسر في العالم في أوج عطائه، على الرغم من أنه لم يكن براقًا مثل اللاعبين الآخرين في مركزه، إلا أنه كان معروفًا أيضًا بقيادته وثباته بالإضافة إلى قدرته الدفاعية، على الرغم من أنه كان أقوى في الجانب الهجومي من لعبته.

## إحصائيات المهنة

### النادي
| النادي           | الموسم       | الدوري                           | الدوري    | الدوري  | كأس وطني  | كأس وطني | كأس الدوري | كأس الدوري | القارة    | القارة  | غيرها     | غيرها   | إجمالي    | إجمالي  |
| النادي           | الموسم       | القسم                            | التطبيقات | الأهداف | التطبيقات | الأهداف  | التطبيقات  | الأهداف    | التطبيقات | الأهداف | التطبيقات | الأهداف | التطبيقات | الأهداف |
| ---------------- | ------------ | -------------------------------- | --------- | ------- | --------- | -------- | ---------- | ---------- | --------- | ------- | --------- | ------- | --------- | ------- |
| تـارـيـغا        | 1995–96      | دوري أندورا الممتاز              | 33        | 3       | -أجل      | -أجل     | -أجل       | -أجل       | -أجل      | -أجل    | -أجل      | -أجل    | 33        | 3       |
| إسبانيا ب        | 1996–97      | الدوري الإسباني الدرجة الثانية ب | 10        | 1       | -أجل      | -أجل     | -أجل       | -أجل       | -أجل      | -أجل    | -أجل      | -أجل    | 10        | 1       |
| إسبانيا ب        | 1997–98      | الدوري الإسباني الدرجة الثانية ب | 32        | 3       | -أجل      | -أجل     | -أجل       | -أجل       | -أجل      | -أجل    | -أجل      | -أجل    | 32        | 3       |
| إسبانيا ب        | 1998–99      | الدوري الإسباني الدرجة الثانية ب | 3         | 0       | -أجل      | -أجل     | -أجل       | -أجل       | -أجل      | -أجل    | -أجل      | -أجل    | 3         | 0       |
| إسبانيا ب        | إجمالي       | إجمالي                           | 45        | 4       | -أجل      | -أجل     | -أجل       | -أجل       | -أجل      | -أجل    | -أجل      | -أجل    | 45        | 4       |
| إسبانويول        | 1998–99      | لاليغا                           | 29        | 4       | 4         | 0        | -أجل       | -أجل       | 5         | 0       | -أجل      | -أجل    | 38        | 4       |
| أتليتيكو مدريد   | 1999–2000    | لاليغا                           | 31        | 2       | 4         | 0        | -أجل       | -أجل       | 5         | 1       | -أجل      | -أجل    | 40        | 3       |
| ديبورتيفو        | 2000–01      | لاليغا                           | 16        | 0       | 2         | 0        | -أجل       | -أجل       | 3         | 0       | -أجل      | -أجل    | 21        | 0       |
| ديبورتيفو        | 2001–02      | لاليغا                           | 20        | 0       | 7         | 1        | -أجل       | -أجل       | 8         | 1       | -أجل      | -أجل    | 35        | 2       |
| ديبورتيفو        | 2002–03      | لاليغا                           | 25        | 3       | 7         | 0        | -أجل       | -أجل       | 9         | 1       | 1         | 0       | 42        | 4       |
| ديبورتيفو        | 2003–04      | لاليغا                           | 27        | 3       | 4         | 0        | -أجل       | -أجل       | 6         | 0       | -أجل      | -أجل    | 37        | 3       |
| ديبورتيفو        | 2004–05      | لاليغا                           | 21        | 1       | 1         | 0        | -أجل       | -أجل       | 3         | 0       | -أجل      | -أجل    | 25        | 1       |
| ديبورتيفو        | 2005–06      | لاليغا                           | 36        | 4       | 6         | 0        | -أجل       | -أجل       | 7         | 0       | -أجل      | -أجل    | 49        | 4       |
| ديبورتيفو        | 2006–07      | لاليغا                           | 34        | 4       | 4         | 0        | -أجل       | -أجل       | -أجل      | -أجل    | -أجل      | -أجل    | 38        | 4       |
| ديبورتيفو        | إجمالي       | إجمالي                           | 179       | 15      | 31        | 1        | -أجل       | -أجل       | 36        | 2       | 1         | 0       | 247       | 18      |
| فيلاريل          | 2007–08      | لاليغا                           | 36        | 3       | 2         | 0        | -أجل       | -أجل       | 6         | 1       | -أجل      | -أجل    | 44        | 4       |
| فيلاريل          | 2008–09      | لاليغا                           | 36        | 5       | 0         | 0        | -أجل       | -أجل       | 8         | 1       | -أجل      | -أجل    | 44        | 6       |
| فيلاريل          | 2009–10      | لاليغا                           | 37        | 5       | 3         | 0        | -أجل       | -أجل       | 10        | 1       | -أجل      | -أجل    | 50        | 5       |
| فيلاريل          | 2010–11      | لاليغا                           | 31        | 2       | 4         | 0        | -أجل       | -أجل       | 11        | 1       | -أجل      | -أجل    | 46        | 3       |
| فيلاريل          | إجمالي       | إجمالي                           | 140       | 15      | 9         | 0        | -أجل       | -أجل       | 35        | 4       | -أجل      | -أجل    | 184       | 19      |
| بنفيكا           | 2011–12      | الدوري البرتغالي الممتاز         | 5         | 0       | 1         | 0        | 4          | 0          | 1         | 0       | -أجل      | -أجل    | 11        | 0       |
| إسبانويول        | 2012–13      | لاليغا                           | 26        | 0       | 1         | 0        | -أجل       | -أجل       | -أجل      | -أجل    | -أجل      | -أجل    | 27        | 0       |
| إسبانويول        | 2013–14      | لاليغا                           | 5         | 0       | 5         | 0        | -أجل       | -أجل       | -أجل      | -أجل    | -أجل      | -أجل    | 10        | 0       |
| إسبانويول        | إجمالي       | إجمالي                           | 31        | 0       | 6         | 0        | -أجل       | -أجل       | -أجل      | -أجل    | -أجل      | -أجل    | 37        | 0       |
| شمال شرق يونايتد | 2014         | الدوري الهندي السوبر             | 12        | 0       | -أجل      | -أجل     | -أجل       | -أجل       | -أجل      | -أجل    | -أجل      | -أجل    | 12        | 0       |
| ليرس             | 2014–15      | الدوري البلجيكي المهني           | 4         | 0       | 0         | 0        | -أجل       | -أجل       | -أجل      | -أجل    | -أجل      | -أجل    | 4         | 0       |
| سانتا كولوما     | 2016–17      | دوري أندورا الممتاز              | 2         | 2       | 0         | 0        | -أجل       | -أجل       | 2         | 0       | -أجل      | -أجل    | 4         | 2       |
| سانتا كولوما     | 2017–18      | دوري أندورا الممتاز              | -أجل      | -أجل    | -أجل      | -أجل     | -أجل       | -أجل       | 2         | 0       | -أجل      | -أجل    | 2         | 0       |
| سانتا كولوما     | إجمالي       | إجمالي                           | 2         | 2       | 0         | 0        | -أجل       | -أجل       | 4         | 0       | -أجل      | -أجل    | 6         | 2       |
| إجمالي المهن     | إجمالي المهن | إجمالي المهن                     | 511       | 45      | 55        | 1        | 4          | 0          | 86        | 7       | 1         | 0       | 657       | 53      |

### دولي
| المنتخب الوطني | سنة     | التطبيقات | الأهداف |
| -------------- | ------- | --------- | ------- |
| إسبانيا        | 2002    | 2         | 0       |
| إسبانيا        | 2003    | 0         | 0       |
| إسبانيا        | 2004    | 3         | 0       |
| إسبانيا        | 2005    | 0         | 0       |
| إسبانيا        | 2006    | 2         | 0       |
| إسبانيا        | 2007    | 7         | 1       |
| إسبانيا        | 2008    | 15        | 3       |
| إسبانيا        | 2009    | 13        | 0       |
| إسبانيا        | 2010    | 14        | 0       |
| إسبانيا        | 2011    | 4         | 0       |
| المجموع        | المجموع | 60        | 4       |

تظهر قائمة النتائج وإجمالي أهداف إسبانيا أولاً، ويشير عمود النتيجة إلى النتيجة بعد كل هدف سجله خوان.
| لا. | تاريخ          | مكان                               | الخصم   | نتيجة | نتيجة | مسابقة                       |
| --- | -------------- | ---------------------------------- | ------- | ----- | ----- | ---------------------------- |
| 1   | 17 نوفمبر 2007 | سانتياغو برنابيو، مدريد، إسبانيا   | السويد  | 1–0   | 3–0   | تصفيات بطولة أمم أوروبا 2008 |
| 2   | 6 فبراير 2008  | لا روزاليدا، مالقة، إسبانيا        | فرنسا   | 1–0   | 1–0   | ودي                          |
| 3   | 31 مايو 2008   | نويفو كولومبينو، هويلفا, إسبانيا   | بيرو    | 2-1   | 2-1   | ودي                          |
| 4   | 10 سبتمبر 2008 | كارلوس بيلمونتي، الباسيتي, إسبانيا | أرمينيا | 1–0   | 4–0   | تصفيات كأس العالم 2010 FIFA  |

## الأوسمة
ديبورتيفو
- كأس الملك : 2001–02[48]
- كأس السوبر الإسباني : 2002[48]

بنفيكا
- ترتيب الدوري : 2011–12[48]

سانتا كولوما
- الدرجة الأولى : 2016–17[48]

إسبانيا تحت 23 عامًا

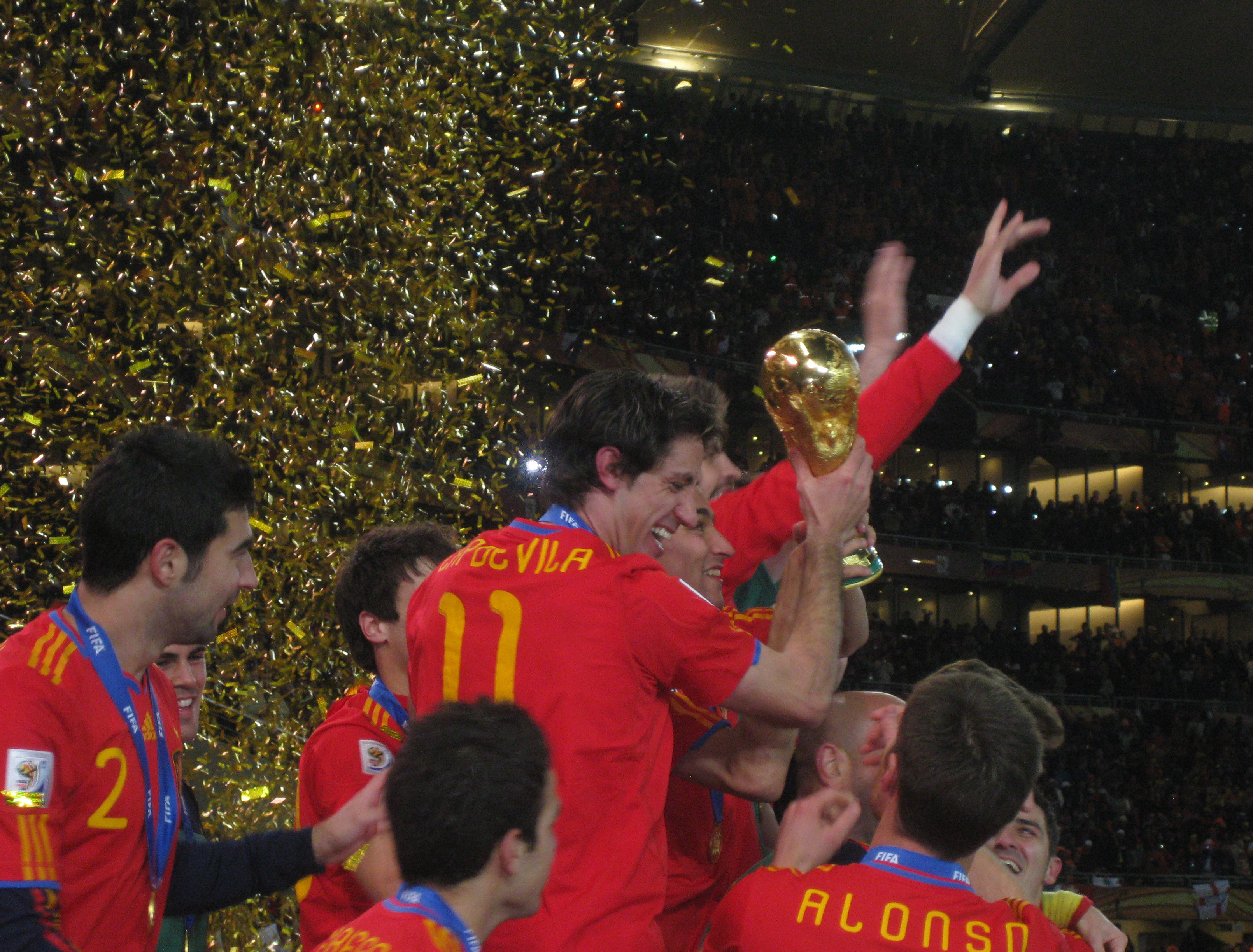
خوان يحمل كأس العالم 2010

- الميدالية الفضية في الألعاب الأولمبية الصيفية : 2000[26]

إسبانيا
- كأس العالم لكرة القدم : 2010[48]
- بطولة أمم أوروبا لكرة القدم : 2008[48]
- كأس القارات المركز الثالث: 2009

فردي
- كأس القارات - أفضل 11 لاعبًا حسب اختيارات مستخدمي: 2009
- فريق نجوم كأس العالم لكرة القدم 2010

طلبات
- الميدالية الذهبية للوسام الملكي للاستحقاق الرياضي[50]

## روابط خارجية
- خوان كابديفيلا على موقع الاتحاد الدولي (مؤرشف)  (الإنجليزية)
- خوان كابديفيلا على موقع الاتحاد الأوربي (الإنجليزية)
- خوان كابديفيلا على موقع قاعدة بيانات كرة القدم.إي يو (الإنجليزية)
- خوان كابديفيلا على موقع بيانات كرة القدم. دي إي (الألمانية)
- خوان كابديفيلا على موقع ليكيب (الفرنسية)
- خوان كابديفيلا على موقع ناشيونال فوتبول تيمز (الإنجليزية)
- خوان كابديفيلا على موقع Soccerway.com (الإنجليزية)
- خوان كابديفيلا على موقع عالم كرة القدم.نت (الإنجليزية)
- خوان كابديفيلا على موقع أوليمبيديا (الإنجليزية)
- خوان كابديفيلا على موقع AS.com (الإسبانية)